# Кралят на Ню Йорк
„Кралят на Ню Йорк“ (на английски: King of New York) е американски криминален драматичен екшън от 1990 година на режисьора Абел Ферара.

## Сюжет
Внимание:  Текстът по-долу разкрива сюжета на произведението (или части от него)!
Франк Уайт, един от най-големите наркодилъри в Ню Йорк, е освободен от затвора. Уайт, заедно със своя главен помощник Джими Колт и други бандити, започва „война“ срещу други престъпни босове (колумбийския наркокартел и китайската „Триада“), за да контролира напълно пазара на наркотици. Уайт лично екзекутира боса на колумбийската мафия, който отказва да си сътрудничи с него и скоро Уайт става „крал“ на Ню Йорк и цялата търговия с наркотици в града принадлежи на него.
Детективите от отдела по наркотиците Бишоп, Гили и Фланиган се опитват да се противопоставят на Уайт, но нямат доказателства, за да го арестуват. Вместо това те арестуват привържениците на Уайт, тъй като един от членовете на колумбийския наркокартел е оцелял и се е съгласил да сътрудничи на полицията и да свидетелства срещу гангстерите на Уайт.
„Кралят“ наема най-добрите адвокати и арестуваните бандити излизат от затвора. По време на освобождаването бандитите случайно се срещат с полицейските детективи и им се подиграват по всякакъв начин, подчертавайки пълната им безнаказаност. Разгневените Джили и Фланиган провеждат тайна незаконна операция, за да унищожат Уайт и неговия екип. Те нахлуват в нощния клуб, където се забавлява „кралят“, и убиват много от хората му. Уайт и Колт успяват да избягат, но са преследвани от Джили и Фланиган. В резултат на престрелката бандитите убиват Фланиган, но Джили успява да застреля Колт.
Известно време по-късно, точно по време на погребението на Фланиган, Уайт лично стреля по Гили от минаваща кола, убивайки полицая на място. След това „кралят“ посещава Бишоп в апартамента му. Държейки офицера на мушка, Уайт обяснява на Бишоп, че е убил китайските и колумбийските наркотрафиканти, защото не е одобрявал участието им в трафик на хора и детска проституция. Уайт приковава Бишоп към стола и си тръгва. Бишоп успява да се освободи и преследва Уайт в метрото. Те се застрелват по едно и също време и Бишоп е убит на място. Раненият Уайт излиза от метрото и се отправя към такси на Таймс Скуеър. Седнал в таксито и опитвайки се да сложи ръка на раната, от която тече кръв, умиращият „крал“ вижда, че полицията е обградила таксито му.

## Актьорски състав
| Актьор               | Роля                                                                |
| -------------------- | ------------------------------------------------------------------- |
| Кристофър Уокън      | Франк Уайт – един от най-големите наркодилъри в Ню Йорк             |
| Джанет Джулиан       | Дженифър – приятелка на Уайт                                        |
| Лорънс Фишбърн       | Джими „Скок“ Колт – бандит и главен помощник на Уайт                |
| Пол Калдерон         | Джоуи Далесио – бандит, член на бандата на Уайт                     |
| Джанкарло Еспозито   | Ланс – бандит, член на бандата на Уайт                              |
| Стийв Бусеми         | „Епруветка“ – бандит, член на бандата на Уайт                       |
| Роджър Гуенвьор Смит | Танер – бандит, член на бандата на Уайт                             |
| Тереза Рандъл        | Рей – приятелка на бандата на Уайт                                  |
| Дейвид Карузо        | Денис Гили – полицейски детектив от отдела по наркотици             |
| Виктор Арго          | Рой Бишоп – полицейски лейтенант от отдела по наркотици             |
| Уесли Снайпс         | Томи Фланиган – полицейски детектив от отдела по наркотици          |
| Джеймс Лоринц        | Тип Конъли – полицейски детектив от отдела по наркотици             |
| Джоуи Чин            | Лари Уонг – един от лидерите на китайската „Триада“                 |
| Ърнест Абуба         | „Крал Тито“ Салвадор – един от лидерите на колумбийския наркокартел |
| Франк Джио           | Арти Клей – италиански мафиот                                       |
| Фреди Джаксън        | себе си                                                             |
| Ариан Коидзуми       | себе си                                                             |
| Пийт Хамил           | себе си                                                             |

## Снимачен процес
- Абел Ферара иска да направи филма от началото на 80-те години. Той заснема тестови кадри и започва кастинг през 1981 г., но отлага проекта. През следващите девет години сценарият е значително пренаписан.
- Тъй като филмът показва, че полицията може да действа по много незаконни начини, Ферара има затруднения да намери американско студио, готово да подкрепи филма. В крайна сметка филмът е финансиран изцяло от италианските компании Reteitalia и Scena International.
- Основните снимки започват на 19 април и завършват на 14 юни 1989 г. Филмът е заснет изцяло във и около Ню Йорк. Местата за заснемане включват: затвора Sing Sing,  хотел Plaza, Таймс Скуеър, метростанция Times Square-42nd Street, Уилямсбърг (район в северен Бруклин), Куинсбъро Бридж, Пето авеню, Осининг (градче в южната част на щата Ню Йорк) и Саранак Лейк (градче в северната част на щата Ню Йорк). Според режисьора Ферара тогавашният собственик Доналд Тръмп му дава разрешение да снима в хотел Plaza безплатно, стига Кристофър Уокън да се снима с Ивана Тръмп, която е голяма фенка на актьора.
- Първоначално филмът е оценен като X, но е понижен до R след обжалване.